# 利口樂

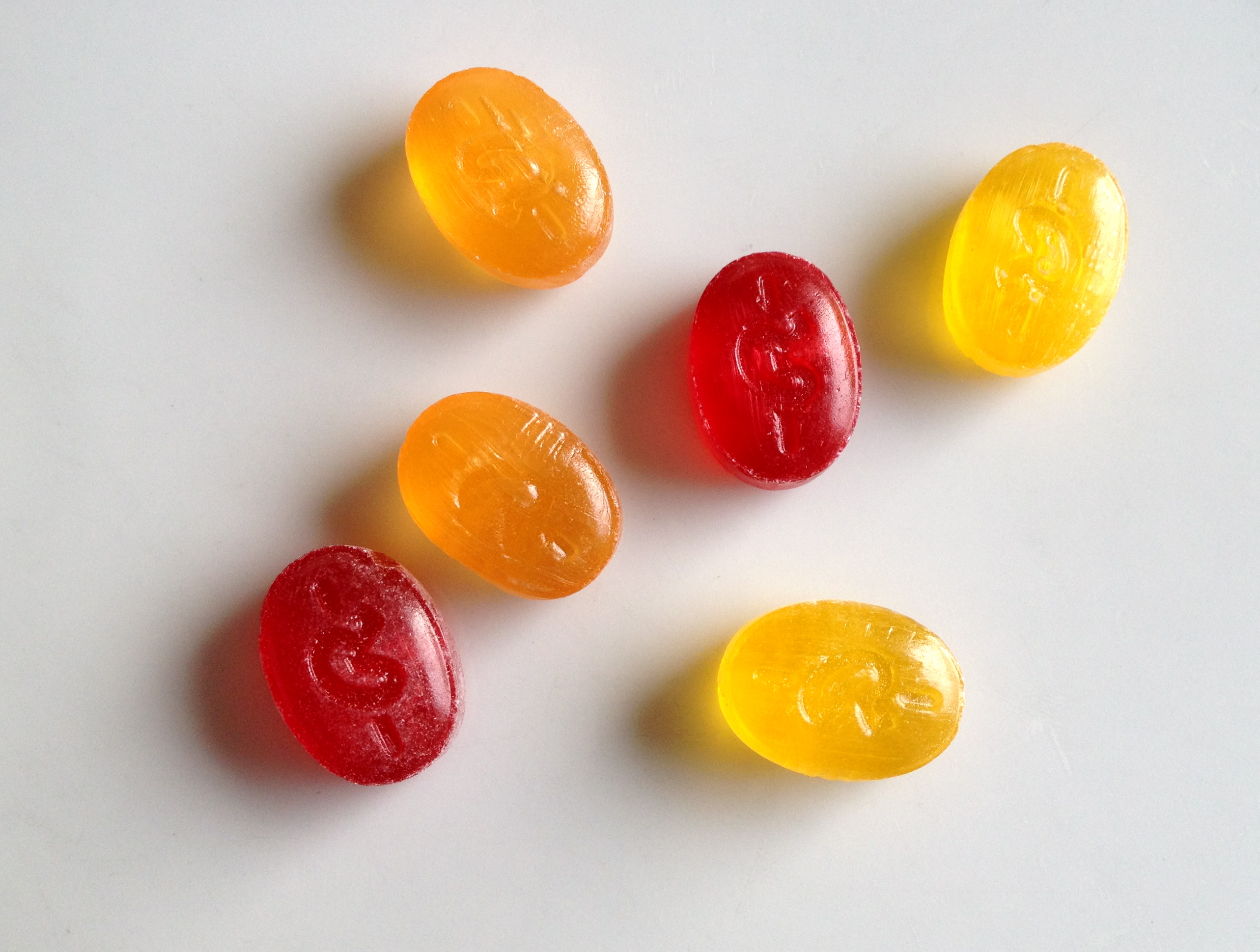

利口樂（Ricola）是瑞士一家喉片與薄荷糖製造商，其強調生產時所使用的天然草本都從瑞士土壤上種植的，並且不使用農藥、殺蟲劑或除草劑。 。本公司於1930年成立，而其總部則設立在瑞士巴塞爾鄉村州城市勞芬。

## 商業
Ricola 是Richterich 家族的家族企业，董事会主席为Felix Richterich。2011年11月底，他还接任了董事总经理一职 ，直到2019年5月由Thomas P. Meier接任。从那时起，Ricola Group AG的运营管理权就完全掌握在不属于所有者家族的高管手中。
2014年至2018年底，Alfred Richterich 的女儿 Eva Richterich 担任Ricola董事会副总裁。2018年底，Eva Richterich加入Ricola Group AG管理层，辞去董事会职务。2020 年底，Eva Richterich 离开集团管理层，全身心投入 Ricola Familienholding AG董事会成员的战略角色。在运营管理方面工作数年后，Felix Richterich 之子、家族第四代代表Raphael Richterich于2018 年 Group AG董事会成员，并于 2019 年成为副总裁。
Ricola 是茶、香料和相关产品兴趣小组 (IGTG)的成员。 
2016年，利口乐的销售额为3072 亿瑞士法郎，拥有400名员工。周邊地區約有200家獨立生產公司為Ricola提供服務。為了獲得足夠用於生產草本喉糖的草藥，該公司在瓦萊州、埃默河谷、波斯基亚沃谷以及瑞士中部侏羅山脈南部和提契諾州的100多個自營農場進行了合同。利口樂由海蒂（拉莫娜·普林格尔）的廣告而聞名，描繪的是登山者高呼“Ri-co-la！” 並吹著阿爾卑斯長號。
2019 年 2 月的一项集体诉讼指控产品中使用了非天然成分（苹果酸、阿斯巴甜、柠檬酸、山梨醇、抗坏血酸、抗坏血酸钠），而标签上却写着“天然舒缓”或“天然有助于支持免疫系统”。 2019 年 11 月，法官驳回了两项诉讼，并允许两项诉讼继续进行。 2015 年 11 月的一项早期集体诉讼指控产品中使用了工业合成成分（抗坏血酸、柠檬酸和苹果酸），而标签上却写着“天然舒缓”。 该诉讼于 2016 年 1 月未经解释撤回。

## 歷史
利口樂是1930年由埃米尔·里希特里希（Emil Richterich）和丹尼尔·鲁奥斯（Daniel Ruoss Sr.）所創立。當時他們是收購勞芬的一家烘焙店後，成立了Confiseriefabrik Richterich＆Co.Laufen。1940年烘焙店研製了一款糖，採用了13種香料，並成為該店日後招牌。 在 Richterich 的經營下，此麵包店專精於製造如“Fünfermocken”的糖果，一種類似於焦糖的甜點。1940年，Richterich融合了13種草藥，並創造了利口樂的瑞士藥草糖。在1950年代，此糖果因可在沸水中溶解而可以由這方法製作出有芳香的藥草茶或湯藥而受到讚賞，並激發 Richterich 在幾年後創造利口樂草藥茶。
1967年，烘焙店轉型。埃米尔·里希特里希和他的兒子漢斯·彼得（Hans Peter）和阿尔弗雷德（Alfred）用此名子的縮寫Richterich ＆Compagnie Laufen將公司改名為Ricola。1970年代開始出口到海外，並在1980年代末期把利口樂公司搬到Laufen附近並新建專門工廠，該工廠的位置到現在還是利口樂總部的地址。 1976年，經過對無糖糖果的廣泛研究，Ricola推出了瑞士首款可咀嚼的無糖草本糖果。1980年代，利口樂首次開始在電視上宣傳其產品，以對口腔護理作招徠，使觀眾增加了對利口樂所提供的無糖產品需求。 1988年公司開始採用小型紙盒作包裝。
該公司現在由漢斯·彼得的兒子和創始人的孫子费利克斯·里希特里希（Felix Richterich）管理。今天，Ricola出口到亞洲，北美和歐洲等50多個國家。

## 草藥

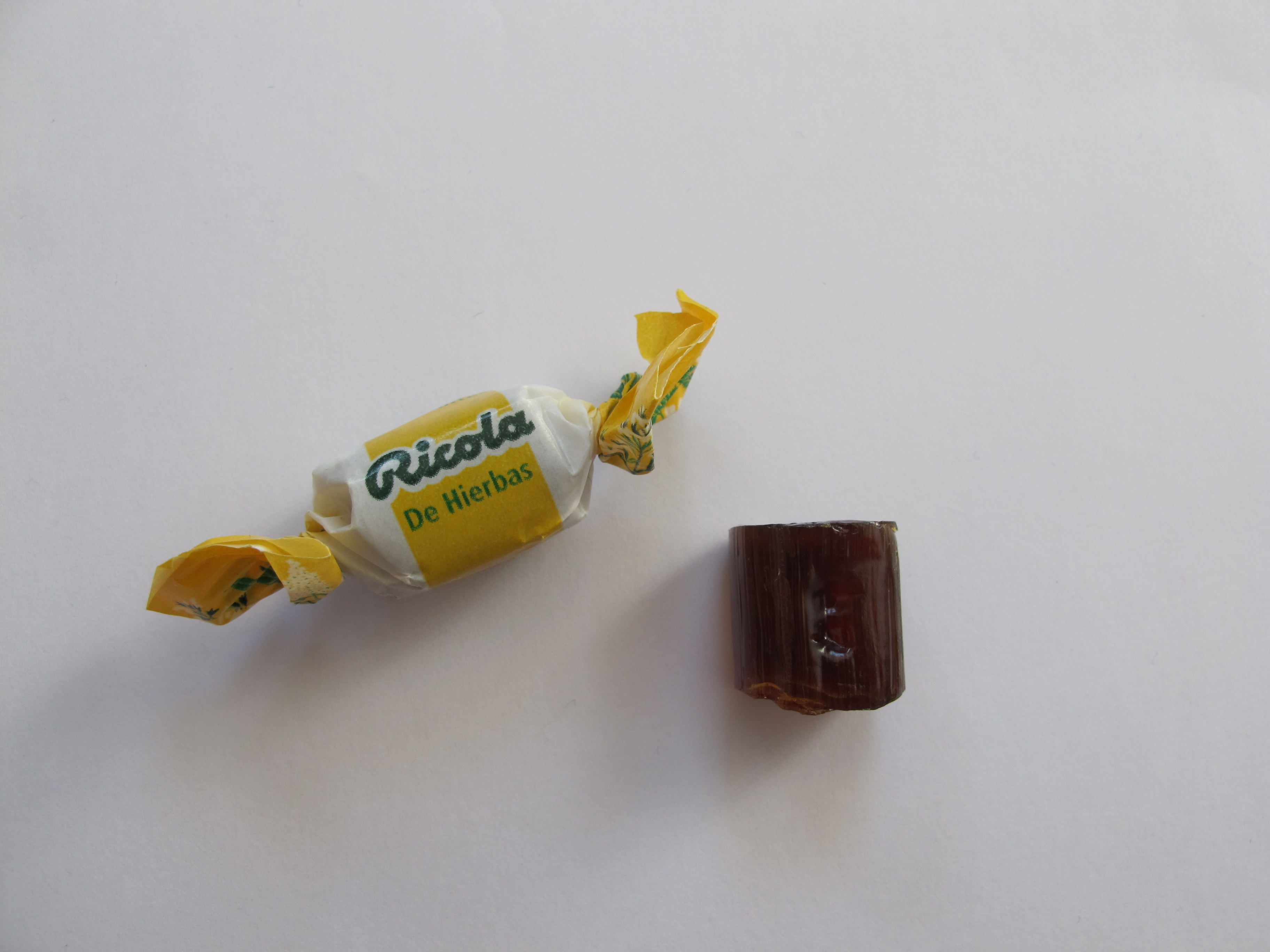
利口樂草藥喉糖

雖然大多數利口樂產品中的活性成分是薄荷醇，但利口樂產品的重要組成大多數是草藥混合物。 以下草藥被認為是利口樂經典的13種草藥混合物的一部分:
- 西洋接骨木（Sambucus nigra）
- 欧夏至草（Marrubium vulgare）
- 錦葵（Malva silvestris）
- 辣薄荷（Mentha × piperita）
- 鼠尾草（Salvia officinalis）
- 百里香（Thymus vulgaris）
- 黃花九輪草（Primula veris）
- 虎儿草茴芹（英语：Pimpinella_saxifraga）（Pimpinella saxifraga）
- 歐蓍（Achillea millefolium）
- 藥蜀葵（Althaea officinalis）
- 斗篷草（Alchemilla vulgaris）
- 婆婆纳（英语：Veronica_officinalis）（Veronica officinalis）
- 歐車前（Plantago lanceolata）

在美國，十種草藥組成草藥混合物，其中有三種不在上面列表中。這些為闊葉椴（Tilia platyphyllos）、野百里香（Thymus serpyllum）和海索草（Hyssopus officinalis）。

## 利口樂草藥花園
利口樂在瑞士有六個展示花園。參觀香草園的遊客可以在自然環境中了解原始的草藥混合物，並了解草藥的種植和其功效。以下花園的地點可作為旅遊參觀景點:
- 嫩茨林根，公司總部附近
- 特罗格山（Trogberg），位於索洛圖恩州的一座山
- 克莱文山（德语：Klewenalp），贝肯里德（英语：Beckenried）上方
- 坎德施泰格，位於伯恩高地
- 采尔马特，位於瓦萊州
- 蓬特雷西納，在格勞賓登的南邊

## 效用
在美国和加拿大，利口乐薄荷糖在药店（pharmacy）销售，声称可以止咳（cough suppressant），并列出了其医疗成分（medicinal ingredients）。

## Ricola 探险之旅阿罗萨
2021 年，利口乐与阿罗萨旅游局合作，在阿罗萨开设了利口乐探险之路。在这条 3 公里（1.9 英里）长的道路沿途的 10 个互动站点，游客可以了解蜜蜂、草药和糖果制作过程。

## 广告
1980 年，利口乐推出了至今仍在使用的广告歌。在广告中，Ramona Pringle等人唱出了她独具特色的“RIII-CO-LAAAAAAA”；在一些视频中，她模仿海蒂 (Heidi)。
1998 年，首批广告宣传视频播出，广告语为“谁发明了它？”。广告分别在芬兰（1998 年）、澳大利亚（1998 年）、英国（1999 年）、墨西哥（2000 年）、中国（2004 年）、巴西（2004 年）和格陵兰（2008 年）拍摄。演员是埃里希·沃克。
自 2013 年以来，利口乐 (Ricola) 一直使用瑞士德语口号Chrüterchraft（草本力量）在国际上进行宣传。“ Chrüterchraft是一个瑞士词，代表草本、功效和享受。利口乐的所有价值观都包含在这个词中：草本的神奇混合物、瑞士原产地、有益功效和我们产品的美味”，利口乐首席执行官兼董事会主席 Felix Richterich 向Blick.ch表示。
随后，利口乐推出了“祝你好运”广告活动，该活动从 2018 年开始。 2021 年秋季，该活动被新的广告活动“Just take Ricola”取代，该活动自此在欧洲各地播出。“通过新的广告活动，我们希望专注于利口乐的特色：自然生长的高山草本植物、我们公司的瑞士起源以及产品的享受和功能之间的平衡。这些是利口乐成功的基石，我们将在未来继续以此为基础。正如我们的广告所表明的那样，一点幽默在利口乐中起着重要作用”，利口乐首席执行官 Thomas P. Meier 向Werbewoche表示。广告活动还包括对包装和徽标的修改。

## 獎項
該公司榮獲多個獎項：
- 「最值得信賴的品牌」 ，在 2008、2010、和2011由读者文摘的讀者選出來
- “瑞士獎 2010” – Felix Richterich (VR-總裁) 被授予商業類別的榮譽
- “Power Brand 2010”，由品牌資產評估師Young＆Rubicam在瑞士20大品牌中選出來
- 2008年瑞士包裝協會獎的公共獎
- “最佳口味獎 2008” ，在比利時布，魯塞爾由國際品味與質量研究所（iTQi）頒發
- “the EFFIE prize”（金牌），由2000年德國（金牌）為利口樂競選芬蘭/澳大利亞地區

## 逸事
1980年代初香港利口樂薄荷糖廣告，邀請著名粵語片反派石堅演出，為品牌成功塑造出個人形象，深入民心。

## 外部連結
- 利口樂官方網頁（页面存档备份，存于）
- 利口樂（美國）官方網頁（页面存档备份，存于）